# Sexypop
 (janvier 2016).
Si vous disposez d'ouvrages ou d'articles de référence ou si vous connaissez des sites web de qualité traitant du thème abordé ici, merci de compléter l'article en donnant les références utiles à sa vérifiabilité et en les liant à la section « Notes et références ».
Sexypop est un groupe de rock formé à Angers (France) en 2000.

## Historique
Le premier concert de Sexypop a lieu en 2001 dans la salle Fédurok du Chabada à Angers. Le groupe n'est formé que depuis quelques mois. Pier, Sly et Francky, enchainent aussitôt plusieurs dates en ouverture de La Ruda. Un premier EP cinq titres, Girls Love Electric Sheep, enregistré au studio Black box (Les Thugs, Chokebore, Shellac, Leatherface, The Kills, dEUS...), sort en novembre 2001 sur le label parisien Buzz Off records. Le groupe joue dans toute la France et pense déjà à enregistrer son premier véritable album. Access to the Second Floor sortira en février 2003 sur le label angevin Edith Sample records. 2004 est l'année du FAIR (Fonds d'action et d'initiative rock). Le soutien du Ministère de la culture va permettre à Sexypop de tourner et de composer les titres du prochain disque.
Direction Genève et le studio des Forces Motrices (Lofofora, Treponem Pal, Virago...) pour un nouvel album au son massif. Strange Days, produit par David Weber, sort en mars 2005 sur le label At(h)ome. Dans le même temps Francky (basse) quitte le groupe. Il sera remplacé par Olivier pendant un an puis par Benji. Un second guitariste rejoint le trio en 2006 pour soutenir la guitare de Pier sur scène (Raphaël puis Julien). Sexypop retourne en studio à Nantes (Stacatto Studio) pendant l'hiver 2007 pour enregistrer son dernier LP Never Be the Same. Il sortira en 2008 sur le label ASR du groupe. Le rock de Sexypop n'aura jamais été aussi énergique et décomplexé que sur ce 13 titres. Le groupe décide de faire une pause en 2010 puis finalement Flying Home Alone, un nouvel EP digital, sort en début d'année 2016.

## Composition du groupe
- Pierre Kolko, Pier : guitariste, chanteur, compositeur
- Sylvain Charrier, Sly : batteur, compositeur
- Benjamin Aubry, Benji : bassiste, compositeur

## Anciens membres
- Julien Monard, Juju : guitariste, chanteur, compositeur
- Francky Charrier, Francky : bassiste, chanteur, compositeur
- Olivier Graziani, Bozo : bassiste, chanteur
- Raphaël Thuia, Raph : guitariste, chanteur, compositeur